# Day of the Dead: Bloodline
Day of the Dead: Bloodline è un film del 2018, diretto da Hèctor Hernández Vicens.
È il secondo remake del film del 1985 Il giorno degli zombi, dopo Day of the Dead del 2008.

## Trama
La studentessa di medicina Zoe Parker partecipa con riluttanza a una festa nel suo college, la Whittendale University, per volere dei suoi amici. Mentre recupera un barile di birra dall'obitorio, Zoe si trova di fronte al suo paziente disturbato Max. Max, che è innamorato di lei, la attacca e tenta di violentarla. Tuttavia, un cadavere rianimato morde Max alla gola. Zoe fugge e avverte tutti alla festa, ma orde di cadaveri, in seguito soprannominati rotters, irrompono e uccidono tutti tranne Zoe, che fugge da una finestra, solo per trovare la città assediata dai rotters. I sopravvissuti dello scoppio iniziale vengono inviati nei campi profughi; Zoe viene inviata all'High Rock Emergency Bunker, gestito dal tenente Miguel Salazar.
5 anni dopo, l'High Rock Emergency Bunker ha perso i contatti con gli altri campi. Zoe e la sua amica Elyse servono come medici del campo, curano malattie e usano campioni di sangue di rotter per creare una cura per i rotters, anche se Miguel crede che questo sia impossibile. Miguel, su sollecitazione di Zoe, manda Zoe, Elyse, suo fratello e il suo fidanzato Baca, Frank, Lucy, Derek e Thomas a una corsa per recuperare medicinali dall'università di Whittendale per Lily, una ragazzina che soffre di polmonite batterica. Mentre prende medicine dall'ufficio di un professore, Zoe incontra Max, ora parzialmente un rotter. Inorridita, Zoe fugge e attira accidentalmente l'attenzione degli altri rotters. Il gruppo la salva, ma Frank è infetto e viene ucciso. Zoe somministra con successo la medicina a Lily; comunque Max è riuscito ad entrare nel campo.
A causa della morte di Frank, l'animosità tra Zoe e Miguel aumenta. Mentre cammina da sola, Zoe viene attaccata da Max, ma chiama aiuto e viene salvata da Miguel, Baca, Thomas, Lucy e Derek. Capendo che Max non è completamente un rotter, Zoe convince Miguel a permetterle di usare il sangue di Max per creare un vaccino, e Miguel le dà 48 ore per crearlo, essendo stato convinto dalla moglie di Frank, Elle (l'italiana Cristina Serafini). Zoe ed Elyse si rendono conto che devono testare il sangue di Max su campioni di sangue di rotter vivo. Zoe convince Baca ad aiutarla ad aprire i cancelli per permettere a un rotter di prelevare un campione di sangue. Anche se inizialmente va bene, i rotters irrompono nei cancelli, uccidono Thomas e infettano Elyse. Miguel uccide diversi rotters e sigilla le porte del complesso, e, ignorando le suppliche di Zoe che può usare il vaccino su Elyse, la uccide.
Miguel dice a Baca che prima aveva visto il nome di Zoe scolpito nel braccio di Max; quando Baca si confronta con Zoe su questo, lei gli parla del tentativo di stupro di Max. Max ruba le chiavi delle sue manette da Alphonse in una rissa. Max inizia a prendere in giro Zoe, ripetendo "Sei mia" prima di liberarsi e tentare di violentarla di nuovo; tuttavia, è respinto da Baca. Max contagia la madre di Lily, che insegue Lily e uccide Derek, solo che Max uccide sua madre e la insegue.
Arriva il personale militare rimanente, ma Max apre le porte e consente l'ingresso di un'orda di rotters, che uccide Miguel, Elle, Lucy e molti altri, anche se la maggior parte dei rotters viene uccisa. Lily fugge fuori e Zoe la insegue. Max li segue in una serra, dove Zoe, nascosta nel fango, sventra e decapita Max. Zoe e Lily tornano nel complesso, dove trova Baca infetto in procinto di suicidarsi. Zoe convince Baca che può curarlo con il vaccino e glielo inietta,riuscendo a guarirlo. Qualche tempo dopo, l'High Rock Emergency Bunker è stato riparato e Zoe invia un messaggio a tutti i sopravvissuti che hanno il vaccino.

## Produzione
Il 10 luglio 2013 venne annunciato che ci sarebbe stato un remake de Il giorno degli zombi, intitolato Day of the Dead: Bloodline. Christa Campbell e Lati Grobman, già produttori di Non aprite quella porta 3D, firmarono come produttori. Campbell, che ha avuto un piccolo ruolo nel primo remake, ha dichiarato: "Vogliamo tenerlo il più vicino possibile alla versione di Romero, ed assicurarci che i suoi fan siano felici, non saranno gli zombi che scalano muri e fanno salti mortali come in World War Z". Campbell e Grobman hanno tenuto degli incontri con possibili scrittori per capire il modo migliore per adattare la storia.
Le riprese del film sono cominciate a giugno del 2016.

## Distribuzione
Il film è stato originariamente programmato per essere distribuito nel 2017, anche se in seguito venne posticipato al 5 gennaio 2018.
In Italia è stato pubblicato da Netflix.

## Accoglienza
Il film è stato ampiamente stroncato dalla critica. Sull'aggregatore di recensioni Rotten Tomatoes ha un indice di gradimento dello 0% con un voto medio di 2,2 su 10, basato su 5 recensioni.
Michael Gingold di Rue Morgue ha definito l'idea di un remake "un esercizio sciocco e inutile" e ha detto che i temi del film erano "rigorosamente e noiosamente standard".